# Erik Andersson (Schwimmer, 1896)
Klas Erik Andersson (* 17. März 1896 in Stockholm; † 23. Februar 1985 ebenda) war ein schwedischer Schwimmer und Wasserballspieler.

## Karriere
Andersson nahm 1912 erstmals an Olympischen Spielen teil. In seiner Heimatstadt Stockholm scheiterte er im Wettbewerb über 100 Meter Freistil als Vierter seines Vorlaufs am Halbfinaleinzug. Acht Jahre später war er bei den Spielen in Antwerpen erneut Teil der schwedischen Olympiamannschaft. Mit der Wasserballnationalmannschaft erreichte er den dritten Platz und errang somit die Bronzemedaille. 1924 folgte seine dritte und letzte Olympiateilnahme. Bei den Wettkämpfen in Paris verfehlte er mit der schwedischen Wasserballmannschaft knapp eine weitere Medaille und wurde Vierter. 1926 gewann er bei den Wasserball-Europameisterschaften in Budapest Silber.
Seine Schwester Selma Andersson und die Brüder Adolf Andersson und Robert Andersson waren auch alle Teilnehmer an Olympischen Spielen zwischen 1906 und 1920.